# Puzsa Patrícia
Puzsa Patrícia (Csorna, 1989. december 25. –) magyar színésznő.

## Életpályája
1989-ben született Csornán. 2004-2009 között a helyi Hunyadi János Gimnázium tanulója volt. 2009-2011 között a Budapesti Gazdasági Főiskola kommunikáció szakán diplomázott. A kolozsvári Babeș–Bolyai Tudományegyetemen végzett 2014-ben a Színház és Televízió karon a színész alapképzési szakon, majd 2016-ban a mesterképzést is elvégezte. 2014-től a temesvári Csiky Gergely Állami Magyar Színház, majd 2015-2023 között a Vígszínház tagja volt.

## Színházi szerepei
- Dés László - Geszti Péter - Békés Pál: A dzsungel könyve - Túna; rendező: Hegedűs D. Géza
- Marius von Mayenburg: Paraziták - Betsy; rendező: Bodó A. Ottó
- Arthur Miller: Istenítélet (Salemi boszorkányok) -Betty Parris; rendező: Mohácsi János
- Hunyady Sándor: Kártyázó asszonyok (felolvasó színház) - szereplő; rendező: Kovács D. Dániel
- Michel Tremblay: Sógornők - Linda Lauzon; rendező: Hegedűs D. Géza
- Nádas Péter: Találkozás - szereplő; rendező: Eszenyi Enikő
- Peter Morgan: Audiencia...Komorna; rendező: Valló Péter
- Bertolt Brecht - Molière: Don Juan -  Mathurine/Angelika; rendező: Kovács D. Dániel
- William Shakespeare: A velencei kalmár - Simona, Nerissa; rendező: Valló Péter
- William Shakespeare: Szentivánéji álom - Athén eltévelyedett ifjai; rendező: Kovács D. Dániel
- Dragomán György: Máglya - szereplő; rendező: Armin Petras
- Bartis Attila: Rendezés - Egy nő; rendező: Szikszai Rémusz
- Lev Tolsztoj: Háború és Béke - Mademoiselle Bourienne; rendező: Alekszandr Bargman
- Georges Feydeau: Egy éj a paradicsomban - Árvácska; rendező: Michal Docekal
- William Shakespeare: Lóvátett lovagok - Rosaline; rendező: Rudolf Péter
- Mihail Bulgakov - Bíborsziget - Poppy, Vadnő; rendező: Hegedűs D. Géza

## Film és sorozatszerepei
- Ki vagy te – Nyomozónő (2022–2023)